# Ministry of Defense Architecture Framework
Le cadre d'architecture du ministère de la Défense du Royaume-Uni (Ministry of Defense Architecture Framework, MODAF) définit, pour la défense britannique, une manière standardisée de piloter l'architecture d'entreprise et fournit un moyen de modéliser, de comprendre, d'analyser et de spécifier les capacités, les systèmes, les systèmes de systèmes, et les processus d'affaires.
L'objectif de MODAF est de fournir une définition rigoureuse des systèmes de systèmes lorsqu'on achète et que l'on intègre des systèmes de défense. Le 10 avril 2007 a été lancée la version 1.1 de MODAF. On peut trouver la documentation de MODAF et son métamodèle sur le site modaf.uk. Il y a aussi un site web qui dessert la communauté MODAF à l'adresse http://www.modaf.com, qui sert de serveur de publication pour les nouvelles MODAF et les white papers.
Le 15 janvier 2021, MODAF a été remplacé par le NATO Architecture Framework V4 de l'OTAN.

## Origine
MODAF était basé sur le cadre d'architecture du département de la Défense des États-Unis (DoDAF), en présentant des extensions sur deux points de vue supplémentaires - stratégique et acquisition. Les MODAF CoI deskbooks fournissent des listes de vues qui peuvent intéresser particulièrement des  communautés d'individus.

## Présentation

### Champ d'application
Le cadre d'architecture définit des vues d'architecture qui couvrent les objectifs stratégiques de l'entreprise, les personnes, les processus et les systèmes qui cherchent à atteindre ces objectifs. Il inclut aussi la gestion des capacités  (Lignes de Développement / DOTMLPF) et les aspects de gestion de programme comme les dépendances de projet.

### Méthodologie et modèles
Il n'y a pas véritablement de méthodologie directement associée à MODAF. La pratique recommandée est spécifiée pour cinq communautés d'intérêt (Communities of Interest) dans les documents du MODAF CoI. MODAF ne spécifie pas non plus  une technique de modélisation. Par exemple, les produits OV-5 (modèles d'activité) pourraient être représenté avec IDEF0, BPMN, des diagrammes d'activité UML, ou toute autre syntaxe de modélisation de processus communément employée.
L'aspect clé de MODAF est qu'il encourage une approche d'architecture dirigée par les données. La spécification est étayée par le métamodèle MODAF (M3) - voir http://www.modaf.org.uk/m3. Le M3 définit les types d'éléments d'architecture et les relations entre eux - par exemple les organisations, les nœuds opérationnels, les systèmes, les capacités, etc. Les architectures conformes à MODAF sont des modèles contigus, cohérents de l'entreprise qui se conforment au M3. Les vues du MODAF sont un ensemble de spécifications standard qui présentent ces architectures à différentes communautés d'intérêt.

### Directive ministérielle
MoD DG Info a publié un document concernant la directive sur l'Architecture Enterprise Policy le 23 novembre 2006. Ce document a été approuvé par le DIRGE en janvier 2007 comme directive, et sera dûment promulgué à travers le processus MoD DIN.
L'approche d'architecture du ministère de la défense britannique est sous-tendue par les instructions suivantes :
- a. La livraison des produits d'architecture doit se conformer au « MODAF ».
- b. "MODAF" sera étendu progressivement pour supporter toutes les activités formelles d'architecture.
- c. La propriété et la gestion de « MODAF » et de ses composantes (vues, métamodèle, standards de contrôle de la terminologie et d'échange de modèles) se trouvent dans DG Info.
- d. DG Info établira et gérera un régime de gouvernance qui inclut la représentation des communautés d'utilisateurs.
- e. La définition de l'architecture du MOD adoptera une approche fédéraliste et indépendante des outils.
- f. Les propriétaires de processus de défense (Defence Process Owners, DPO) ont la responsabilité de définir les frontières, le champ et les lignes directrices de leurs processus et de s'assurer que les interfaces avec d'autres processus sont gérées de manière appropriée.
- g. Le directive concerne aussi la livraison de directive sur l'assurance d'interopérabilité MoD's NEC CIS ; DEC CCII, supportée par l'IA, définira les frontières opérationnelles et les frontières des systèmes de systèmes de telle sorte que la cohérence des exigences et de la solution soit assurée.
- h. L'IA prend la tête du processus de l'interopérabilité et de l'assurance de conformité (Interoperability and compliance Assurance IOCA) et spécifiera  l'information d'architecture exigée pour supporter l'assurance d'interopérabilité CIS.
- i. DG Info publiera et maintiendra une vue de définition des activités dans la défense.

## Points de vue et vues
Un modèle MODAF est organisé en points de vue.

### Tous points de vue -All Viewpoint(AV)
Le All Viewpoint (AV) consiste en des vues qui fournissent l'information pertinente pour l'architecture entière. Ils représentent l'information se support plutôt que les modèles d'architecture.
- AV-1   --  Vue d'ensemble et sommaire
- AV-2  --   Dictionnaire intégré

### Point de vue stratégique -Strategic Viewpoint(StV)
Le point de vue stratégique (StV) consiste en vues qui articulent un haut niveau d'exigences pour la conduite du changement de l'entreprise - capacités, objectifs et tâches dans la durée.
- StV-1  -- Vision d'entreprise
- StV-2  --  Capacité  de taxonomie
- StV-3  --  Capacité de phasage
- StV-4  --  Capacité de dépendances
- StV-5  --  Capacité de cartographie du déploiement de l'organisation
- StV-6  --  Passage de l'activité opérationnelle à la capacité

### Point de vue opérationnel -Operational Viewpoint(OV)
Le point de vue opérationnel (OV) consiste en vues qui décrivent les tâches et les activités, les éléments opérationnels, et les échanges d'information nécessaires pour conduire les opérations.
- OV-1a  --  Graphique opérationnel des concepts  de haut niveau
- OV-1b  --  Description opérationnelle des concepts
- OV-1c  --  Attributs de performance opérationnels
- OV-2  --   Description opérationnelle des relations entre nœuds
- OV-3   --  Matrice opérationnelle d'échange de l'information
- OV-4   --  Charte des relations organisationnelles
- OV-5  --   Modèle d'activité opérationnel
- OV-6a --   Modèle de règles opérationnel
- OV-6b  --  Description opérationnelle de la transition entre états
- OV-6c  --  Description opérationnelle de la trace des événements
- OV-7 --    Modèle d'information

### Point de vue systèmes -System viewpoint(SV)
Le point de vue système (SV) consiste en vues qui articulent la spécification de  solution - ressources, fonctions et interactions. Les vues Système dans MODAF Version 1.1 sont maintenant, pour la plupart, modifiées par rapport à celles de DoDAF. En particulier, elles intègrent les facteurs humains dans les spécifications de solutions, plutôt que de décrire exclusivement des systèmes techniques.
- SV-1 -- Spécification d'interaction de ressource
- SV-2a -- Spécification des points d'accès aux systèmes
- SV-2b -- Description de la connectivité des points d'accès
- SV-2c -- Clusters de connectivité des systèmes
- SV-3 -- Matrice d'interaction entre ressources
- SV-4 -- Description fonctionnelle
- SV-5 -- Matrice de traçabilité pour le passage du fonctionnel à l'activité opérationnelle
- SV-6 -- Matrice d'échange des données systèmes
- SV-7 -- Matrice des paramètres de performance des ressources
- SV-8 -- Gestion de la configuration de capacité
- SV-9 -- Prévision de la technologie et des compétences
- SV-10a -- Spécification des contraintes de ressources
- SV-10b -- Description de la transition entre états de ressources
- SV-10c -- Description de la trace des événements sur les ressources
- SV-11 -- Schéma physique

### Point de vue des standards techniques -Technical Standards Viewpoint(TV)
Le point de vue des standards techniques (TV) consiste en vues qui articulent les directives, les standards, les conseils, les contraintes et les prévisions.
- TV-1 -- Profil des standards techniques
- TV-2 -- Prévision des standards techniques

### Point de vue acquisition -Acquisition Viewpoint(AcV)
Le point de vue acquisition (AcV) consiste en vues qui décrivent les détails de programmation, en incluant les dépendances entre projets et la capacité d'intégration vis-à-vis des DLOD. Ces vues guident l'acquisition et la relance des processus.
- AcV-1 -- Grappes d'acquisition
- AcV-2 -- Échéances de programme

### Représentation des vues
Il n'est pas obligatoire d'adopter une notation particulière pour les vues MODAF, bien que le cadre spécifie XMI 2.1 (pour UML 2.0) comme standard pour ses échanges de données.

## Harmonisation entre les cadres d'architecture nationaux
L'Object Management Group (OMG) est actuellement en train de déployer des efforts pour standardiser un profil UML pour les cadres d'architecture militaire UPDM (UML Profile for DoDAF and MODAF). 
De plus, l'IDEAS Group est une initiative de quatre nations (Australie, Canada, Royaume-Uni, USA + OTAN en tant qu'observateurs) pour standardiser un modèle conceptuel pour des cadres d'architecture militaire.